# 絲蛺蝶亞科
絲蛺蝶亞科（學名：Cyrestinae）是蛺蝶科裡的一個亞科。

## 種系發生學

### 外類群
絲蛺蝶亞科曾經被歸入線蛺蝶亞科。Wahlberg et al.(2003, 2005)的分子數據研究指出此分類與蛺蝶亞科、閃蛺蝶亞科、苾蛺蝶亞科和秀蛺蝶亞科有更密切的親緣關係，並獨立成為一個亞科。

### 內類群
絲蛺蝶亞科有3個屬，Wahlberg et al. (2005)指出坎蛺蝶屬和絲蛺蝶屬是相互的姐妹群，而鳳蛺蝶屬是牠們兩屬的姐妹群。

## 分類
- 坎蛺蝶屬 Chersonesia
- 絲蛺蝶屬 Cyrestis
- 鳳蛺蝶屬 Marpesia